# Tupelo Automobile Museum
Das Tupelo Automobile Museum war ein 2002 in Tupelo (Lee County, Mississippi, USA) eröffnetes Museum für historische Automobile. Es wurde von dem Unternehmer, Sammler, Radio- und TV-Pionier Frank Spain eingerichtet. Auf einer Fläche von 120.000 sqft (ca. 11.100 m²) wurden 100 bis 150 Fahrzeuge gezeigt. Nach seinem Tod 2006 wurde seine Witwe Kuratorin des Museums. Die Sammlung umfasste zuletzt 178 Automobile zwischen 1899 und 1994.
Die Fahrzeuge präsentierten in chronologischer Anordnung die Geschichte des Automobils aus überwiegend amerikanischer Sicht. Herausragende Exponate waren ein Tucker, mehrere Rolls-Royce und Hispano-Suiza und schöne Vertreter amerikanischer Luxuswagen von Duesenberg, Cadillac, Lincoln, Packard, Pierce-Arrow sowie ein sehr seltener Brewster-Knight mit Schiebermotor. Es gab ein schönes Ensemble besonders alter Fahrzeuge, aus dem insbesondere eine Knox Voiturette von 1899, ein französischer, ebenfalls seltener Delaunay-Belleville von 1905 und ein über den Versandhandel vertriebener Sears von 1911 hervorstachen. Zu den frühen amerikanischen Vertretern der Luxusklasse gehören je ein Firestone-Columbus, Lozier und Winton, ergänzt vom technisch herausragenden Owen Magnetic und zwei Dampfwagen von White und Stanley Steamer. Das Museum zeigte auch mehrere Ford, insbesondere T-Modelle, ein Retractable mit versenkbarem Metalldach, verschiedene Chevrolet sowie Vertreter der (oberen) Mittelklasse von Auburn, Franklin, Hupmobile, Nash, Studebaker und einen sehr seltenen Westcott.
Zum Ausstellungskonzept gehörten offene Boxen, in denen Zuschauer den Spezialisten beim Restaurieren der Fahrzeuge zuschauen konnten. Der früher bestehende regionale Bezug zum Toyota-Werk in Blue Springs nahe Tupelo durch dort hergestellte Toyota-Fahrzeuge scheint zuletzt nicht mehr gepflegt worden zu sein.
Die bevorstehende Schließung des Museums wurde im Dezember 2018 publiziert. Als Grund wurden stetig rückläufige Besucherzahlen genannt Ein Verkauf der Sammlung en bloc war von der Museumsleitung angestrebt worden, kam aber nicht zustande. Daher wurden die Fahrzeuge am 26. und 17. April 2019 versteigert. Der Sammlerwert wurde auf bis zu US$ 25 Mio. geschätzt, der Erlös soll wohltätigen Zwecken zugeführt werden. Die Versteigerung wurde vom Auktionshaus Bonhams im Museum durchgeführt. Das Ergebnis lag mit US$ 10 Mio. für Fahrzeuge und Automobilia unter der Schätzung. Das teuerste Fahrzeug war erwartungsgemäß der Tucker, der zum Preis von US$ 1.985.000,- den Besitzer wechselte.

## Fahrzeugliste
Die nachstehende Liste Stand Februar 2019 ist nicht ganz vollständig.
| - 1886 Benz Patent-Motorwagen Nummer 1 (Nachbau) - 1899 Knox Voiturette "Old Porcupine" - 1902 Oldsmobile Curved Dash - 1903 Cadillac Model A Rear entrance tonneau - 1904 Reo One Cylinder - 1904 White Steamer Model D Tonneau - 1905 Delaunay-Belleville - 1906 Queen - 1907 Ford Model R - 1907 International Harvester 14/16 HP Highwheeler - 1908 Columbus Highwheeler - 1908 Glide - 1908 Firestone-Columbus - 1910 Haynes Model 19 - 1910 Paterson Model 30 - 1911 Brush - 1911 Sears Motor Buggy - 1912 Cartercar - 1913 Minerva - 1913 Westcott 4-40 Runabout - 1914 Ford Model T Racer - 1914 Hispano-Suiza Torpedo - 1914 Saxon Roadster - 1915 International Harvester High wheel truck - 1915 Lozier Roadster - 1915 Studebaker Modell SD Roadster - 1915 Trumbull Cyclecar - 1915 Winton - 1916 Auburn Chummy - 1916 Owen Magnetic M-25 - 1917 Hupmobile Model N - 1917 Pierce Arrow Model 66 - 1918 Stanley Steamer 735A Touring Mod. 1919 - 1920 Apperson Jack Rabbit V8 - 1921 Packard Twin Six Modell 3-35 Holbrook Open-drive Limousine ex A. Atwater Kent - 1921 Wasp - 1922 Ford Model T - 1923 Brewster Brewster Knight Town Car - 1923 Marmon Model 34 Boattail Speedster - 1926 Hispano-Suiza H 6 Roadster - 1927 Ford Model T - 1927 Stutz Vertical Eight AA Bearcat - 1928 Franklin Six Phaeton - 1928 Hispano-Suiza H 6 Town Cabriolet | - 1929 Chevrolet International Coupe - 1929 Duesenberg Model J - 1929 Packard Standard Eight Model 633 Convertible Coupe - 1929 Pierce Arrow Convertible Coupe - 1930 Cadillac V8 Series 355 Fleetwood Imperial - 1930 Cord L-29 Cabriolet - 1931 Ford Model A Roadster - 1931 Lincoln Modell K Convertible Coupe - 1931 Rolls-Royce 20/25 hp Tourer - 1932 Nash Ambassador Eight - 1933 Morgan Threewheeler - 1935 Packard One-Twenty Sedan - 1936 Bentley 3 ½ Litre Sports Saloon - 1936 Lagonda Drop head coup - 1937 Alvis Speed 20 - 1937 Chrysler Airflow - 1938 MG VA Tourer - 1939 Cadillac V16 Series 90 Limousine - 1939 Ford V8 Model 91A Convertible Coupe - 1939 Graham Graham Model 97 Supercharger Sedan - 1940 Buick Super Series 50 Convertible Coupe - 1941 Ford Six Deluxe Woodie Wagon - 1941 Lincoln Zephyr Convertible Coupe - 1948 Tucker Torpedo - 1949 Allard P1 Roadster - 1949 Triumph 2000 Roadster - 1951 Studebaker Champion Coupe - 1951 Talbot-Lago T.26 Record Cabriolet - 1953 Chevrolet Two-Ten Convertible Coupe - 1954 Buick Roadmaster Series 80 Convertible Coupe - 1954 Chrysler Imperial Sedan - 1954 Kaiser Darrin Convertible Coupe - 1954 Mercury Monterey Sun Valley - 1955 Chevrolet Bel Air Convertible Coupe - 1955 Jaguar XK 140 OTS - 1955 Messerschmitt KR 175 - 1955 Packard Caribbean Convertible Coupe - 1955 Pontiac Chieftain 2 door Hardtop - 1957 BMW Isetta - 1957 Chevrolet Bel Air Convertible Coupe - 1957 Chevrolet Corvette C1 - 1957 Dodge Royal - 1957 Ford Fairlane 500 Skyliner - 1957 Ford Thunderbird - 1957 Mercury Turnpike Cruiser | - 1958 Packard Hawk? - 1958 Toyopet Crown Deluxe - 1959 Edsel Corsair Convertible Coupe - 1960 Chrysler 300F - 1960 Mercedes-Benz 190 SL - 1963 Chevrolet Corvette C2 - 1963 Leslie Special - 1963 Pontiac Bonneville - 1964½ Ford Mustang - 1964 Chevrolet - 1964 Studebaker Avanti R.2 Supercharged - 1965 Chevrolet Corvette C2 - 1965 Chevrolet Corvair Monza Convertible - 1967 Amphicar - 1967 Citroen 2CV - 1967 Mercedes-Benz 300 SE-C - 1967 Roth Wishbone - 1969 Chevrolet Corvette C3 - 1970 Lincoln Continental - 1970 Plymouth Barracuda - 1971 Dodge Charger R/T - 1972 Mercedes-Benz 450 SL Cabriolet - 1974 Volkswagen SP2 - 1974 Volkswagen Super - 1974 Jensen Interceptor III - 1974 Porsche 914 Targa-Cabriolet - 1976 Lincoln Continental Mark IV ex Elvis Presley - 1976 American Motors AMC Gremlin X - 1977 Pontiac Firebird Trans Am - 1978 Rolls-Royce Silver Shadow II Saloon ex B.B. King - Bricklin SV-1 - 1981 DeLorean DMC-12 - 1982 Barister Corvette ex Liberace - 1982 Maserati Quattroporte III - 1983 Camarovette - 1984 Aston Martin Lagonda - 1985 Triton Aero Car - 1986 Jaguar XJS - 1994 Dodge Viper (12 Meilen gefahren) - 2007 Toyota Camry Hybrid - 2007 Chevrolet Corvette C6 - 2011 Toyota Corolla, gebaut in Blue Springs, Mississippi - 2014 Toyota Corolla, gebaut in Blue Springs, Mississippi |

Kursiv gesetzte Fahrzeuge erscheinen nicht auf der Bestandsliste des Museums vom Februar 2019.